# Dury Mill British Cemetery
Le Dury Mill British Cemetery  ou cimetière militaire du moulin de Dury , est un cimetière militaire de la Première Guerre mondiale, situé sur le territoire de la commune de Dury (Pas-de-Calais), dans le département du Pas-de-Calais, à  16 km au sud-est d'Arras.

## Localisation
Ce cimetière est situé à 1 km au sud du village en pleine campagne, au milieu des cultures. On y accède par un chemin rural puis un sentier gazonné d'une centaine de mètres.

## Histoire

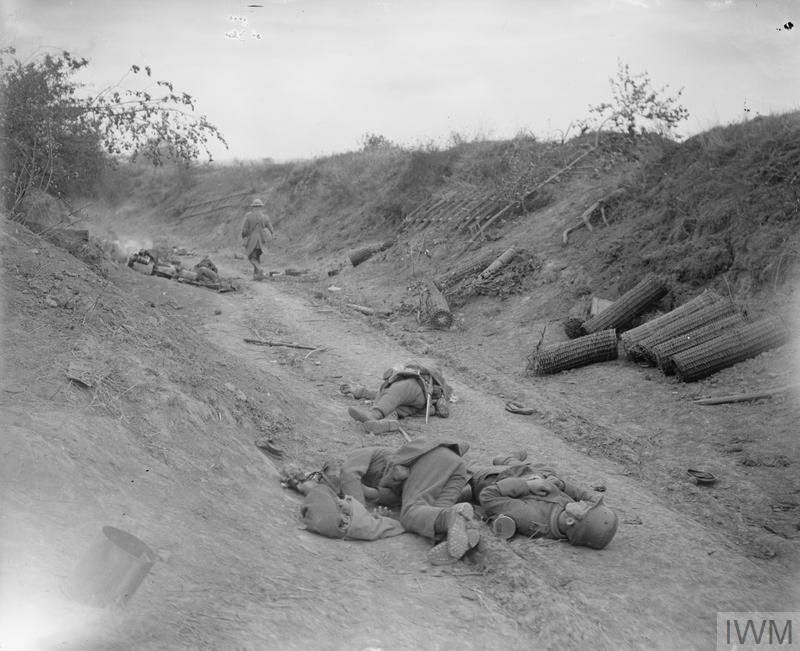
Des soldats allemands morts dans un chemin creux qui était fortement tenu par des mitrailleuses mais qui a été pris par la 4è division. Près de Dury, 2 septembre 1918.

Occupé par les Allemands depuis la fin août 1914, le village de Dury, situé en secteur allemand de l'autre côté de la ligne Hindenburg, n'a été repris que le 2 septembre 1918 après le percement de la ligne Drocourt-Quéant par l'armée canadienne.
Le cimetière, qui doit son nom au moulin Damiens qui s'élevait sur la colline située au sud, il a été commencé par des unités canadiennes le 5 septembre 1918 pour inhumer les soldats essentiellement canadiens tombés lors des combats, et fermé seize jours plus tard.
Il y a maintenant 337 victimes de la Première Guerre mondiale enterrées dans ce cimetière, dont 12 ne sont pas identifiées.

## Caractéristiques
Ce vaste cimetière a un plan rectangulaire de 110 m sur 60. Ce cimetière a été conçu par l'architecte britannique Edwin Lutyens.

## Galerie

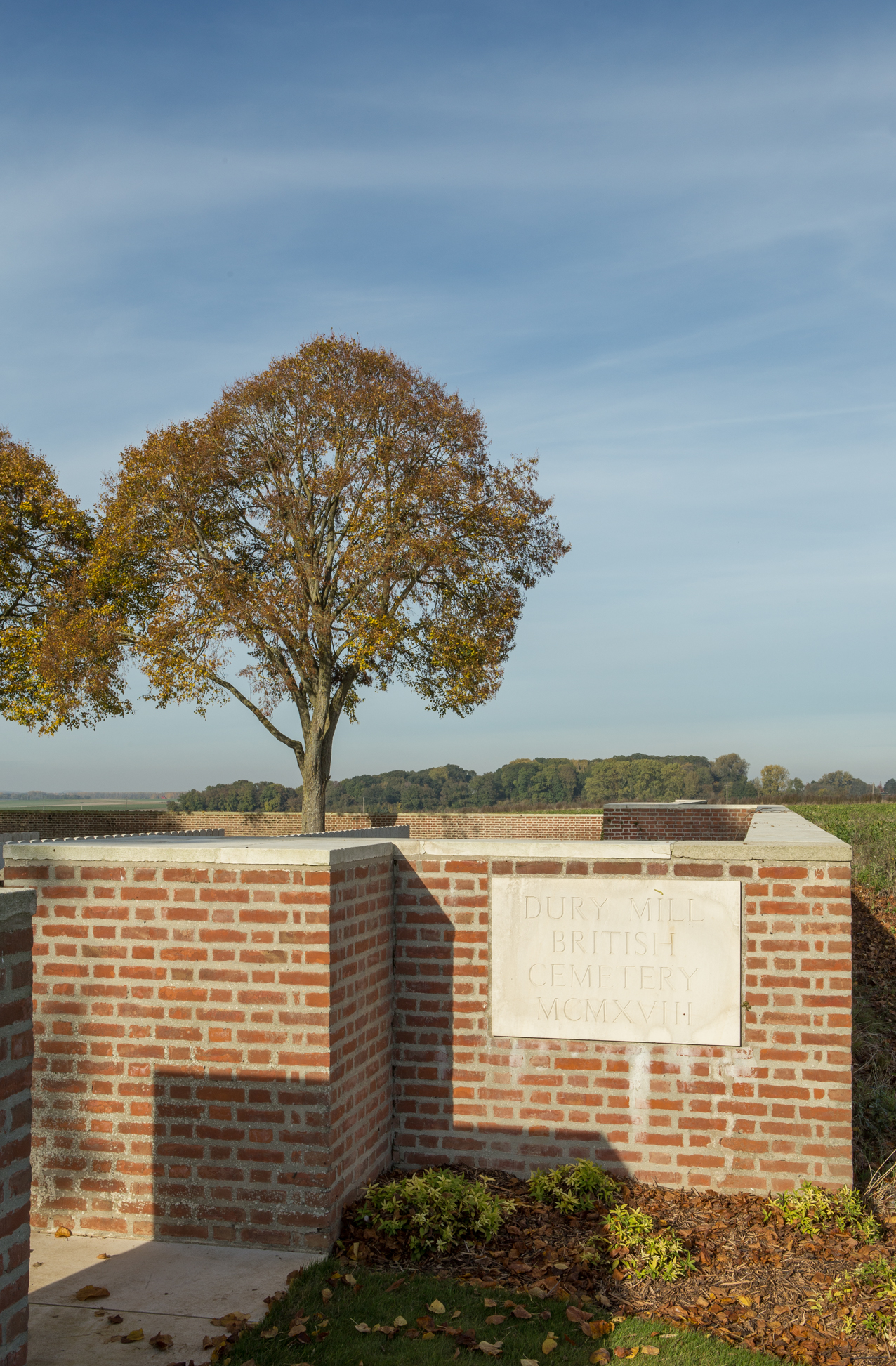
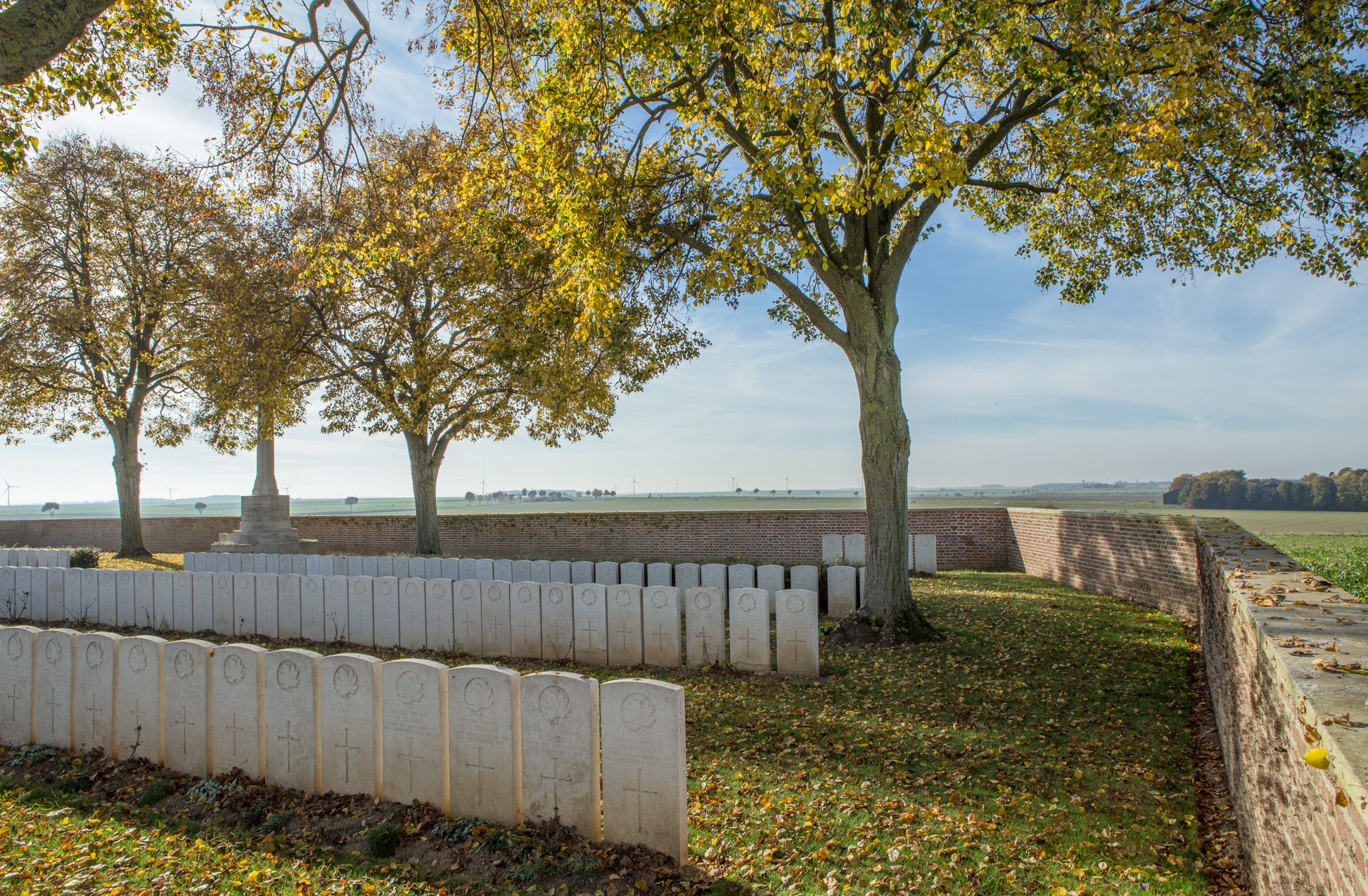
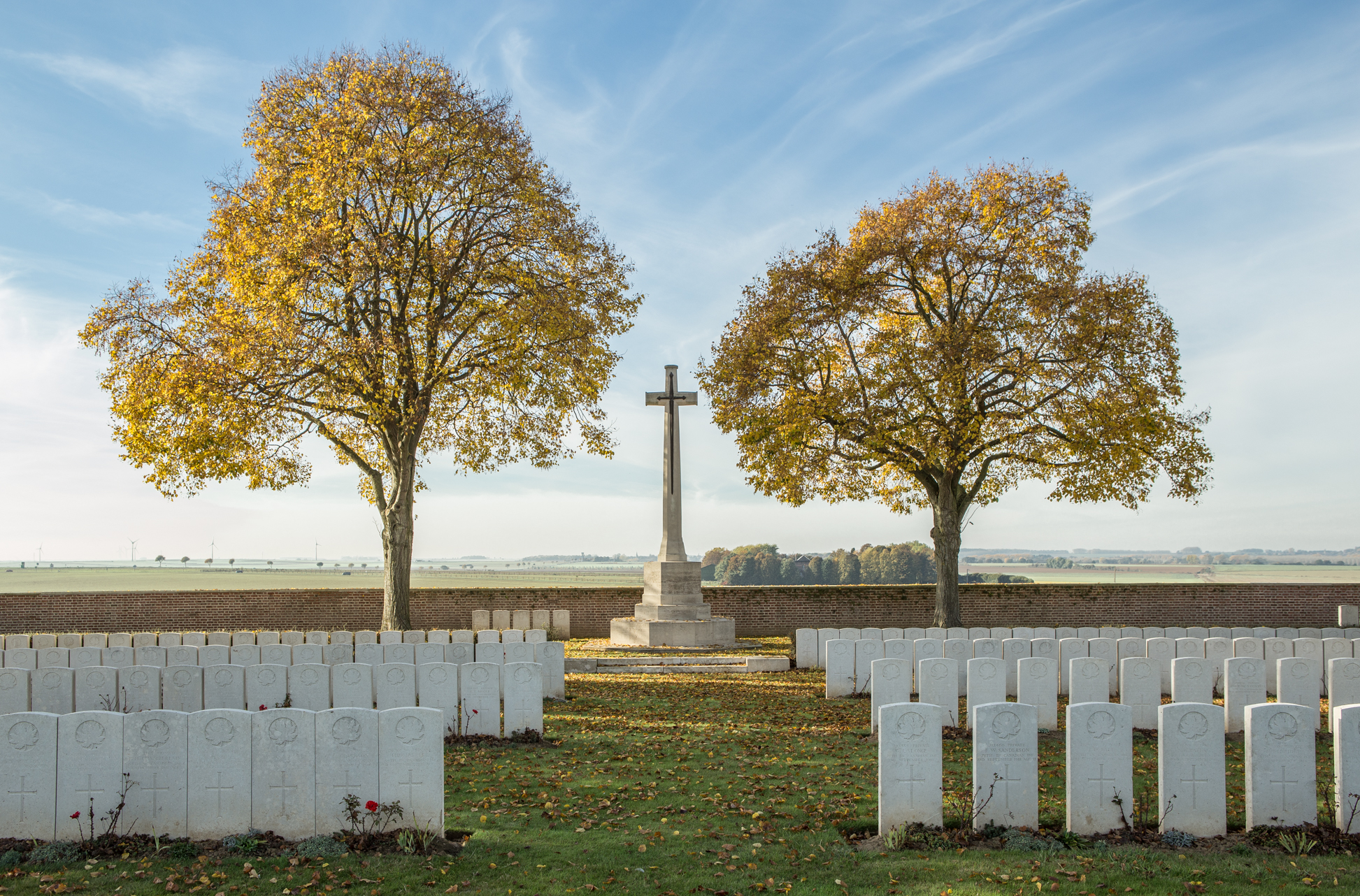
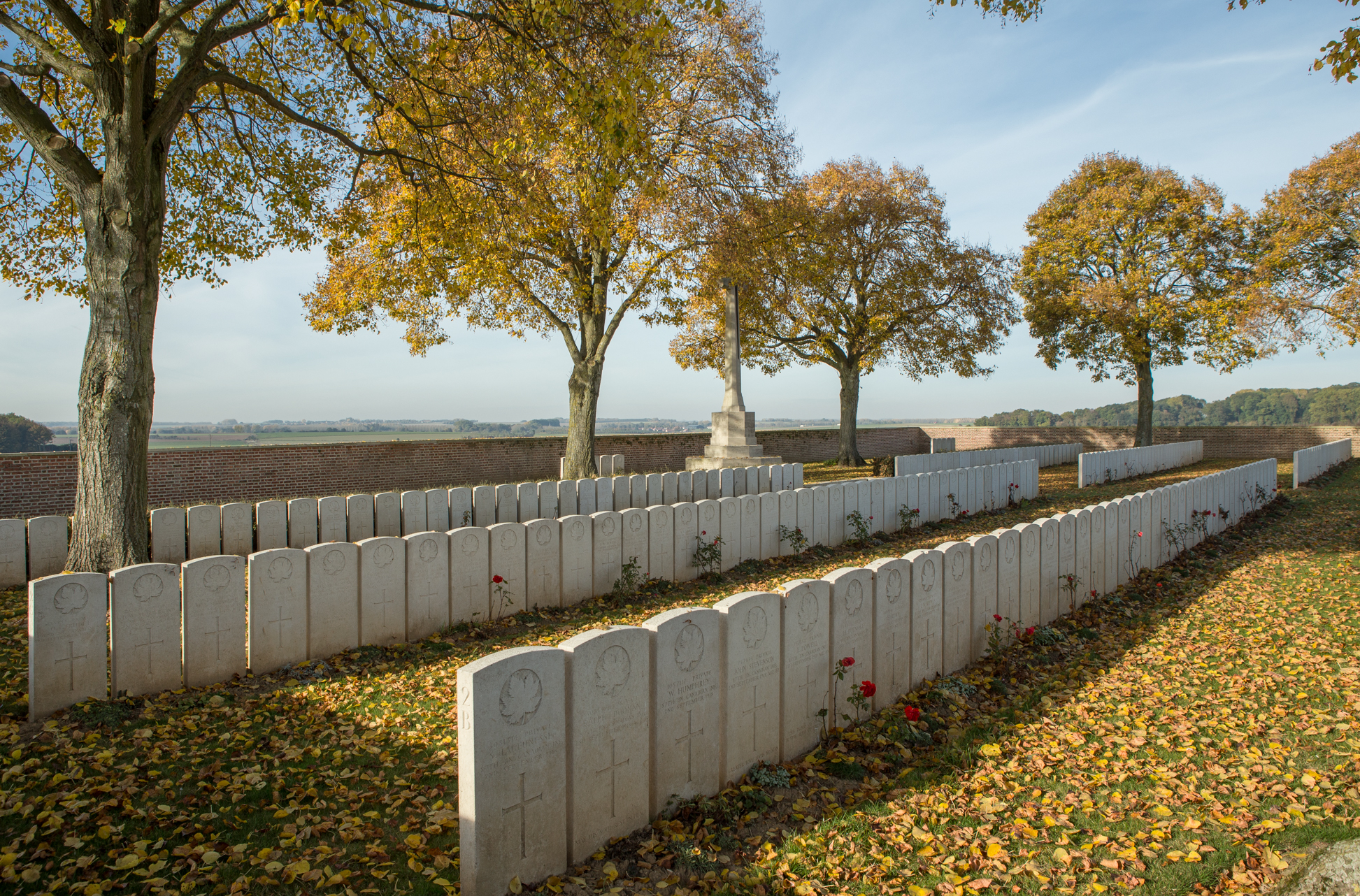
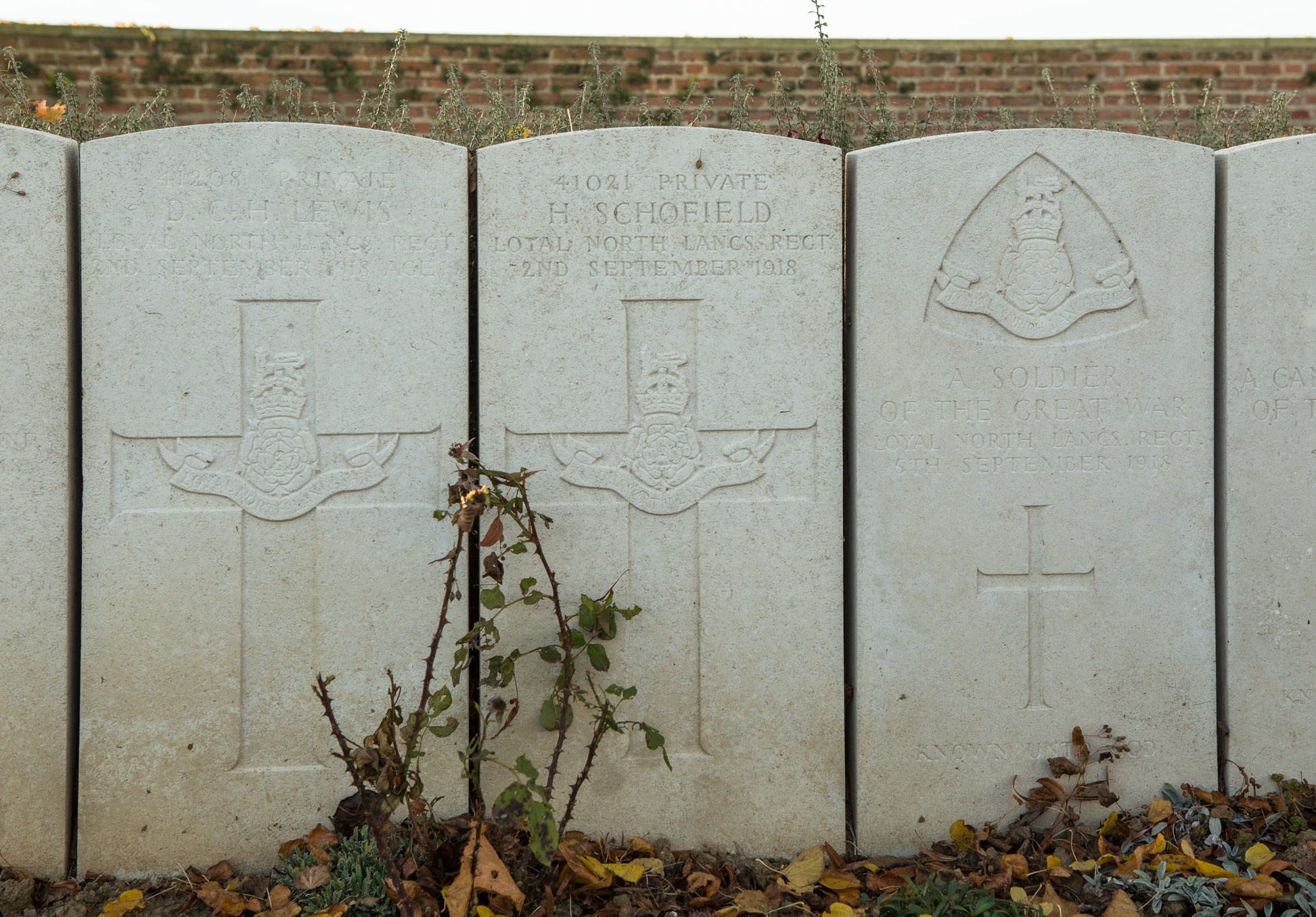
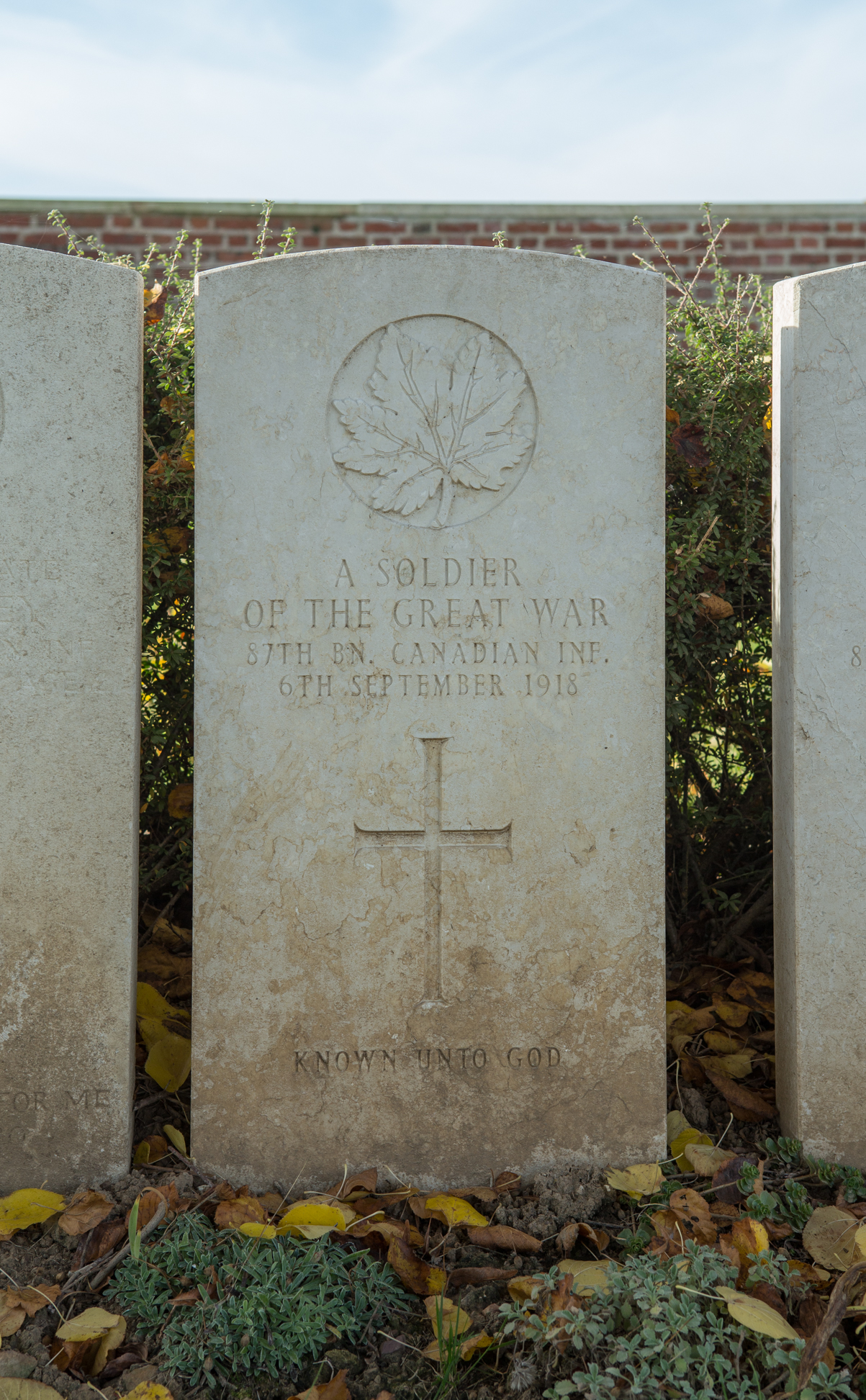

## Sépultures
| Pays        | Sépultures |
| ----------- | ---------- |
| Royaume-Uni | 12         |
| Canada      | 325        |
| Total       | 337        |

## Pour approfondir